# 善意有償取得者
善意有償取得者（ぜんいゆうしょうしゅとくしゃ、英: Bona fide purchaser）とは、英米法において、善意で目的物を有償取得した買主を保護するための制度。善意有償購入者ともいう。略称はBFP。

## 善意取得者の保護
英米法では動産であっても原則として即時取得のような一般的な制度は設けられておらず、流通証券などの商取引等による取得（ファクタ法）のように個別に例外的に保護されている。土地などの不動産も対象となることがある（日本の即時取得と異なる）。
また英米法ではエクイティ上の財産権はコモン・ロー上の財産権の善意有償取得者に対抗できない。